# Geschützter Landschaftsbestandteil Gebüsch-Saum-Komplex mit Stollen
Der Geschützte Landschaftsbestandteil Gebüsch-Saum-Komplex mit Stollen mit 0,52 ha Flächengröße liegt östlich von Antfeld, Stadtgebiet von Olsberg im Hochsauerlandkreis. Das Gebiet wurde 2004 mit dem Landschaftsplan Olsberg durch den Kreistag des Hochsauerlandkreises als Geschützter Landschaftsbestandteil (LB) ausgewiesen. Der Stollen im LB stellt seit 2004 eine von zehn Teilflächen des Fauna-Flora-Habitat-Gebietes (FFH) Höhlen und Stollen bei Bestwig und Olsberg (Natura 2000-Nr. DE-4616-304) im Europäischen Schutzgebietssystem nach Natura 2000 dar.

## Beschreibung
Der LB liegt entlang des Talrandes des Desmecketals. Es handelt sich um einem langgestreckten Gebüsch- und Saumbereich auf südexponierter Wegeböschung eines Feldwegs mit artenreicher Magerbrache auf flachgründigem Standort. In der Gebietsmitte liegt ein offener Stollen. Der Stollen ist Bestandteil eines landesweit bedeutenden Überwinterungsgebietes für Fledermäuse mit den Arten Teichfledermaus, Großes Mausohr, Braunes Langohr, Wasserfledermaus und Fransenfledermaus. Der Stollen ist ferner Zeuge der Bergbaugeschichte. Der Gebüsch-Saum-Komplex wird laut Landschaftsplan durch Anpflanzung von Jung-Fichten in Freiflächen gefährdet und geschädigt.

## Schutzgrund, Verbote und Gebote
Der Geschützte Landschaftsbestandteil hat eine besondere Funktion für die Gliederung und Belebung des Landschaftsbildes bzw. des umgebenden Offenlandes. Laut Landschaftsplan kommt solchen Objekten in der Regel eine erhöhte Bedeutung als Bruthabitat für Hecken- und Gebüschbrüter zu. Wie alle LB im Landschaftsplangebiet ist dieser LB durch seinen eigenständigen Charakter deutlich von der ihn umgebenden „normalen“ Wald- und Feld-Landschaft zu unterscheiden.
Wie bei allen LB ist es verboten, Pflanzen zu beschädigen, auszureißen, auszugraben oder Teile davon abzutrennen oder auf andere Weise in seinem Wachstum oder Erscheinungsbild zu beeinträchtigen. Unberührt ist jedoch die ordnungsgemäße Pflege eines LB.
Der LB soll laut Landschaftsplan „durch geeignete Pflegemaßnahmen erhalten werden, solange der dafür erforderliche Aufwand in Abwägung mit ihrer jeweiligen Bedeutung für Natur und Landschaft gerechtfertigt ist.“